# Голубцов, Вячеслав Алексеевич
Вячеслав Алексеевич Голубцо́в (1894—1972) — советский теплотехник. Член-корреспондент АН СССР. Лауреат Сталинской премии.
Член ВКП(б) с 1931 года.
Отец Итэна Вячеславовича Голубцова (1928—2018), радиохимика.

## Биография
Родился 29 марта (10 апреля) 1894 года в Нижнем Новгороде в семье преподавателя. Брат Валерии Голубцовой, жены советского государственного деятеля Г. М. Маленкова.
В 1913—1915 годах работал в Павловском Посаде слесарем, затем техником на предприятии «Электропередаче» (впоследствии — ГРЭС-3, ныне — Электрогорская ГРЭС) — одной из первых отечественных электростанций. В 1915—1918 годах служил в армии. Вернувшись с военной службы, в 1918—1922 годах — вновь на ГРЭС-3: сначала работал помощником начальника электроцеха, затем — помощником заведующего электростанцией.
В 1925 году Голубцов окончил Ленинградский электротехнический институт по специальности «электрические станции». До 1937 года работал на руководящих должностях на строительстве и эксплуатации электростанций в Ленинграде, на Волховстрое, в Кашире, Челябинске, Днепродзержинске и других городах. В 1931—1933 годах по совместительству был главным инженером, затем — заместителем управляющего «Мосэнерго». С 1937 года — заместитель главного инженера Главэнерго; в 1939—1945 годах — заместитель начальника технического отдела Наркомата электростанций СССР.
Жил в Москве в Крапивенском переулке, 1а; на улице Осипенко (ныне — Садовническая), 31; в Выставочном переулке (ныне — улица Академика Петровского), 3.
С 1944 года работал в МЭИ имени В. М. Молотова; профессор (1945), преподавал на кафедре котельных установок, в 1947 году организовал и до 1964 года возглавлял кафедру технологии воды и топлива. Одновременно с 1945 года был заместителем директора, а с 1955 года — заведующим лаборатории технологии использования топлива на электростанциях в ЭНИАН. С 1964 года — профессор-консультант МЭИ. Член-корреспондент АН СССР (1953)
Умер 18 октября 1972 года в Москве. Похоронен на Даниловском кладбище (участок № 29).
В архивах Российской академии наук имеются материалы, относящиеся к В. А. Голубцову.

## Награды и премии
- Сталинская премия третьей степени (1950) — за разработку новых методов термической и химической обработки питьевой воды и конструкции водоочистителей для промышленных котельных
- ордена и медали